# مارین سیتی (میشیگان)
مارین سیتی، میشیگان (به انگلیسی: Marine City, Michigan) یک شهر در ایالات متحده آمریکا با جمعیت ۴٬۲۴۸ نفر است که در میشیگان واقع شده‌است.

## موقعیت جغرافیایی
موقعیت جغرافیایی شهرها و مناطق اطراف به شرح زیر است: